# Tetrapturus belone
Aguglia impériale, Auggia imbriale, Marlin de la Méditerranée, Poisson-pique
Espèce
Statut de conservation UICN

 LC  : Préoccupation mineure
Tetrapturus belone, le Marlin de la Méditerranée, est une espèce de marlins de la famille des Istiophoridae.

## Répartition
Ce poisson se rencontre dans les pays suivants : Albanie, Algérie, Bosnie-Herzégovine, Chypre, Croatie, Égypte, Espagne, France, Gibraltar, Grèce, Israël, Italie, Liban, Libye, Malte, Maroc, Monténégro, Palestine, Portugal, Slovénie, Syrie, Tunisie et Turquie. Sa présence est incertaine au Portugal, en revanche il est particulièrement abondant au large de l'Italie.
Ce poisson est présent depuis le niveau de la mer et jusqu'à 200 m de profondeur.

## Description
Tetrapturus belone peut mesurer jusqu'à 240 cm et sa taille habituelle est d'environ 200 cm. Son poids maximal publié est de 70 kg.

## Tetrapturus beloneet l'homme
Cette espèce ne présente qu'un intérêt commercial mineur.

## Systématique
Le nom valide complet (avec auteur) de ce taxon est Tetrapturus belone Rafinesque, 1810.
Ce taxon porte en français les noms vernaculaires ou normalisés suivants : Aguglia impériale,, Auggia imbriale,, Marlin, Marlin de Méditerranée, Marlin de la Méditerranée,, Poisson-pique,.
Tetrapturus belone a pour synonymes :
- Histiophorus belone (Rafinesque, 1810)
- Makaira belone (Rafinesque, 1810)
- Scheponopodus prototypus Canestrini, 1872
- Skeponopodus typus Nardo, 1833
- Terapturus belone Rafinesque-Schmaltz, 1810
- Tetraplurus belone Rafinesque, 1810
- Tetrapterurus belone Rafinesque, 1810
- Tetrapterus belone Rafinesque, 1810